# Tmolus vespasianus
Tmolus vespasianus är en fjärilsart som beskrevs av Butler och Druce 1872. Tmolus vespasianus ingår i släktet Tmolus och familjen juvelvingar. Inga underarter finns listade i Catalogue of Life.